# Глубокое (Гадячский район)
Глубо́кое (укр. Глибоке) — село,
Лысовский сельский совет,
Гадячский район,
Полтавская область,
Украина.
Код КОАТУУ — 5320484102. Население по переписи 2001 года составляло 23 человека.

## Географическое положение
Село Глубокое примыкает к селу Круглое Озеро, недалеко от озера Глубокое.

## История
- 1909 — дата основания как хутор Добряков.
- 1920 — переименован в село Глубокое.